# Gasville-Oisème
Gasville-Oisème és un municipi francès, situat al departament de l'Eure i Loir i a la regió de Centre – Vall del Loira. L'any 2007 tenia 1.180 habitants.

## Demografia

### Població
El 2007 la població de fet de Gasville-Oisème era de 1.180 persones. Hi havia 408 famílies, de les quals 80 eren unipersonals (40 homes vivint sols i 40 dones vivint soles), 144 parelles sense fills, 164 parelles amb fills i 20 famílies monoparentals amb fills.
La població ha evolucionat segons el següent gràfic:
Habitants censats

### Habitatges
El 2007 hi havia 483 habitatges, 421 eren l'habitatge principal de la família, 26 eren segones residències i 36 estaven desocupats. 473 eren cases i 7 eren apartaments. Dels 421 habitatges principals, 379 estaven ocupats pels seus propietaris, 28 estaven llogats i ocupats pels llogaters i 14 estaven cedits a títol gratuït; 2 tenien una cambra, 15 en tenien dues, 48 en tenien tres, 102 en tenien quatre i 254 en tenien cinc o més. 334 habitatges disposaven pel capbaix d'una plaça de pàrquing. A 148 habitatges hi havia un automòbil i a 251 n'hi havia dos o més.

### Piràmide de població
La piràmide de població per edats i sexe el 2009 era:
| Homes | Edats   | Dones |
| ----- | ------- | ----- |
| 0     | 95 o +  | 4     |
| 4     | 90 a 94 | 0     |
| 8     | 85 a 89 | 16    |
| 4     | 80 a 84 | 12    |
| 4     | 75 a 79 | 28    |
| 40    | 70 a 74 | 28    |
| 4     | 65 a 69 | 12    |
| 32    | 60 a 64 | 24    |
| 20    | 55 a 59 | 56    |
| 64    | 50 a 54 | 52    |
| 64    | 45 a 49 | 64    |
| 32    | 40 a 44 | 32    |
| 36    | 35 a 39 | 32    |
| 44    | 30 a 34 | 40    |
| 40    | 25 a 29 | 8     |
| 24    | 20 a 24 | 12    |
| 36    | 15 a 19 | 40    |
| 52    | 10 a 14 | 44    |
| 40    | 5 a 9   | 20    |
| 24    | 0 a 4   | 32    |

## Economia
El 2007 la població en edat de treballar era de 750 persones, 570 eren actives i 180 eren inactives. De les 570 persones actives 535 estaven ocupades (279 homes i 256 dones) i 35 estaven aturades (15 homes i 20 dones). De les 180 persones inactives 86 estaven jubilades, 54 estaven estudiant i 40 estaven classificades com a «altres inactius».

### Ingressos
El 2009 a Gasville-Oisème hi havia 452 unitats fiscals que integraven 1.200 persones, la mediana anual d'ingressos fiscals per persona era de 23.033 €.

### Activitats econòmiques
Dels 43 establiments que hi havia el 2007, 2 eren d'empreses extractives, 1 d'una empresa de fabricació de material elèctric, 1 d'una empresa de fabricació d'elements pel transport, 3 d'empreses de fabricació d'altres productes industrials, 3 d'empreses de construcció, 10 d'empreses de comerç i reparació d'automòbils, 2 d'empreses de transport, 4 d'empreses d'hostatgeria i restauració, 2 d'empreses d'informació i comunicació, 2 d'empreses financeres, 2 d'empreses immobiliàries, 5 d'empreses de serveis, 5 d'entitats de l'administració pública i 1 d'una empresa classificada com a «altres activitats de serveis».
Dels 7 establiments de servei als particulars que hi havia el 2009, 1 era un taller de reparació d'automòbils i de material agrícola, 2 lampisteries, 1 electricista i 3 restaurants.
L'any 2000 a Gasville-Oisème hi havia 9 explotacions agrícoles que ocupaven un total de 500 hectàrees.

## Equipaments sanitaris i escolars
L'únic equipament sanitari que hi havia el 2009 era un hospital de tractaments de mitja durada (seguiment i rehabilitació).
El 2009 hi havia una escola elemental.

## Poblacions més properes
El següent diagrama mostra les poblacions més properes.